# Batasan Hills
 (mai 2019).
Si vous disposez d'ouvrages ou d'articles de référence ou si vous connaissez des sites web de qualité traitant du thème abordé ici, merci de compléter l'article en donnant les références utiles à sa vérifiabilité et en les liant à la section « Notes et références ».
Batasan Hills est un barangay de Quezón City, aux Philippines. Tout le barangay a été conçu comme le centre du gouvernement national du Commonwealth des Philippines peu après la Seconde Guerre mondiale. Le Batasang Pambansa Complex, qui se situe au sommet de la Constitution Hill, sert de lieu de session de la Chambre des représentants des Philippines. Batasan est devenu par métonymie le nom pour indiquer la Chambre.